# 4. alpinski polk
4. alpinski padalski polk (izvirno italijansko 4° Reggimento Alpini Paracadutisti) je alpinski padalski polk Italijanske kopenske vojske.
Velja za enega od treh specialnih enot Italijanske kopenske vojske.

## Zgodovina
Polk je bil ustanovljen 25. septembra 2004. 

## Organizacija
- Štab

- Štabna in logistično-podporna četa
- Alpinski bataljon Monte Cervino

- 1. alpinska padalska četa
- 2. alpinska padalska četa
- 3. alpinska padalska četa